# Nexine
La nexine est une protéine élastique de l'axonème dont la fonction est — vraisemblablement — de contribuer à la conversion des glissements relatifs des doublets de microtubules adjacents en courbure. C'est l'un des éléments (voire l'élément majeur) du DRC (Dynein regulatory complex). Les liens de nexine lient périodiquement les microtubules A avec les B de deux doublets adjacents. On les observe dans les cils et les flagelles des cellules eucaryotes (e.g. épithélium bronchique et des trompes de Fallope, oreille interne, embryon, spermatozoïdes, protistes, etc).